# الدغاغنة (قصبة بن مشيش)
الدغاغنة هي إحدى مشيخات المملكة المغربية، تتبع جغرافيا لإقليم برشيد وإداريًا لقصبة بن مشيش. يقدر عدد سكانها بـ 13328 نسمة حسب الإحصاء الرسمي للسكان والسكنى لسنة 2004.